# Leonor de Borbón
Leonor de Borbón y Ortiz (Madrid, 31 de octubre de 2005) es la princesa de Asturias y primera en la línea de sucesión al trono de España, como primogénita del rey Felipe VI y su consorte, la reina Letizia.
Leonor nació durante el reinado de su abuelo, el rey Juan Carlos I. Cursó sus estudios primarios y secundarios en el Colegio de Santa María de los Rosales de Madrid, el mismo colegio en el que se educó su padre. Tras finalizar la educación secundaria, realizó un Bachillerato Internacional en el Colegio del Mundo Unido del Atlántico de Gales, en el Reino Unido. En agosto de 2023, empezó su formación militar en la Academia General Militar.
En 2014, cuando su padre fue proclamado rey tras la abdicación de su abuelo, Leonor se convirtió en heredera de la Corona, asumiendo los títulos tradicionales inherentes a esta condición, a saber: princesa de Asturias, princesa de Gerona, princesa de Viana, duquesa de Montblanch, condesa de Cervera y señora de Balaguer. Fue formalmente proclamada como tal ante las Cortes Generales el 31 de octubre de 2023, coincidiendo con su 18.º cumpleaños. Es, asimismo, presidenta de honor de la Fundación Princesa de Asturias y de la Fundación Princesa de Girona.

## Primeros años
Nació a la 01:46 horas del 31 de octubre de 2005 en el Hospital Ruber Internacional de Madrid, primogénita de los entonces príncipes de Asturias, Felipe de Borbón y Letizia Ortiz, y séptima nieta de los reyes Juan Carlos I y Sofía —la tercera niña—, convirtiéndose en infanta de España y segunda en la línea de sucesión a la Corona. Pesó 3,54 kg y midió 47 cm. El príncipe Felipe declaró que se llamaría Leonor «porque tiene muchos vínculos históricos y nos gustaba».
Su nacimiento reabrió un debate sobre la sucesión establecida en la Constitución, que prefiere a los varones sobre las mujeres. El Gobierno, presidido por José Luis Rodríguez Zapatero en aquellos momentos, manifestó su intención de reformar este y otros tres aspectos de la Carta Magna. A pesar del consenso social, finalmente no se llevó a cabo dicha reforma, ya que se tendría que realizar por el procedimiento agravado: sería necesaria su aprobación por las Cortes Generales, su disolución, la convocatoria de elecciones, la ratificación de la modificación por las nuevas Cortes y un referéndum. El presidente del Consejo de Estado aseguró que los cambios podrían realizarse con carácter retroactivo «aunque fuera niña y naciese antes de que la reforma se efectuase», aspecto en el que discrepan expertos en derecho constitucional. España es una de las monarquías parlamentarias europeas, junto con Mónaco y Liechtenstein, que penaliza a la mujer en la línea sucesoria.
Fue bautizada el 14 de enero de 2006 en una ceremonia en el Palacio de la Zarzuela oficiada por el arzobispo de Madrid, a la que asistieron algo más de ochenta personas. Se utilizó una pila bautismal románica, empleada en los bautismos de príncipes e infantes españoles desde el siglo xvii y utilizada originalmente por santo Domingo de Guzmán, así como agua del río Jordán. Sus padrinos fueron sus abuelos paternos, los reyes. Recibió el nombre de pila de Leonor de Todos los Santos.
Asistió por primera vez a una recepción oficial en el Salón de Columnas del Palacio Real de Madrid con motivo de la victoria de la Selección española de fútbol en el Mundial de 2010 junto a los reyes, sus padres, la infanta Sofía y la infanta Elena. El 20 de mayo de 2015 recibió la primera comunión en la iglesia de Nuestra Señora de la Asunción en el distrito madrileño de Aravaca, cercana a su colegio. Recibió su confirmación el 28 de mayo de 2021 en su colegio, Santa María de los Rosales, siendo padrino su padre. Esta ceremonia tuvo lugar un año antes de lo que es habitual debido al hecho de que cursaría sus estudios a partir de agosto de 2021 en Gales, Reino Unido.

## Estudios y carrera militar
En 2008 comenzó sus estudios en el Colegio Santa María de los Rosales, centro privado mixto y con educación religiosa ubicado en el madrileño barrio de Aravaca, cercano a la Zarzuela, el mismo en el que su padre cursó la Educación General Básica y el Bachillerato entre 1972 y 1984.
En septiembre de 2017 comenzó sus estudios de secundaria en el Colegio Santa María de los Rosales de Madrid. Desde septiembre de 2021 hasta mayo de 2023 cursó el programa de estudios del Bachillerato Internacional en un internado británico, el UWC Atlantic College, en Llantwit Major, cercano a Cardiff, Gales.

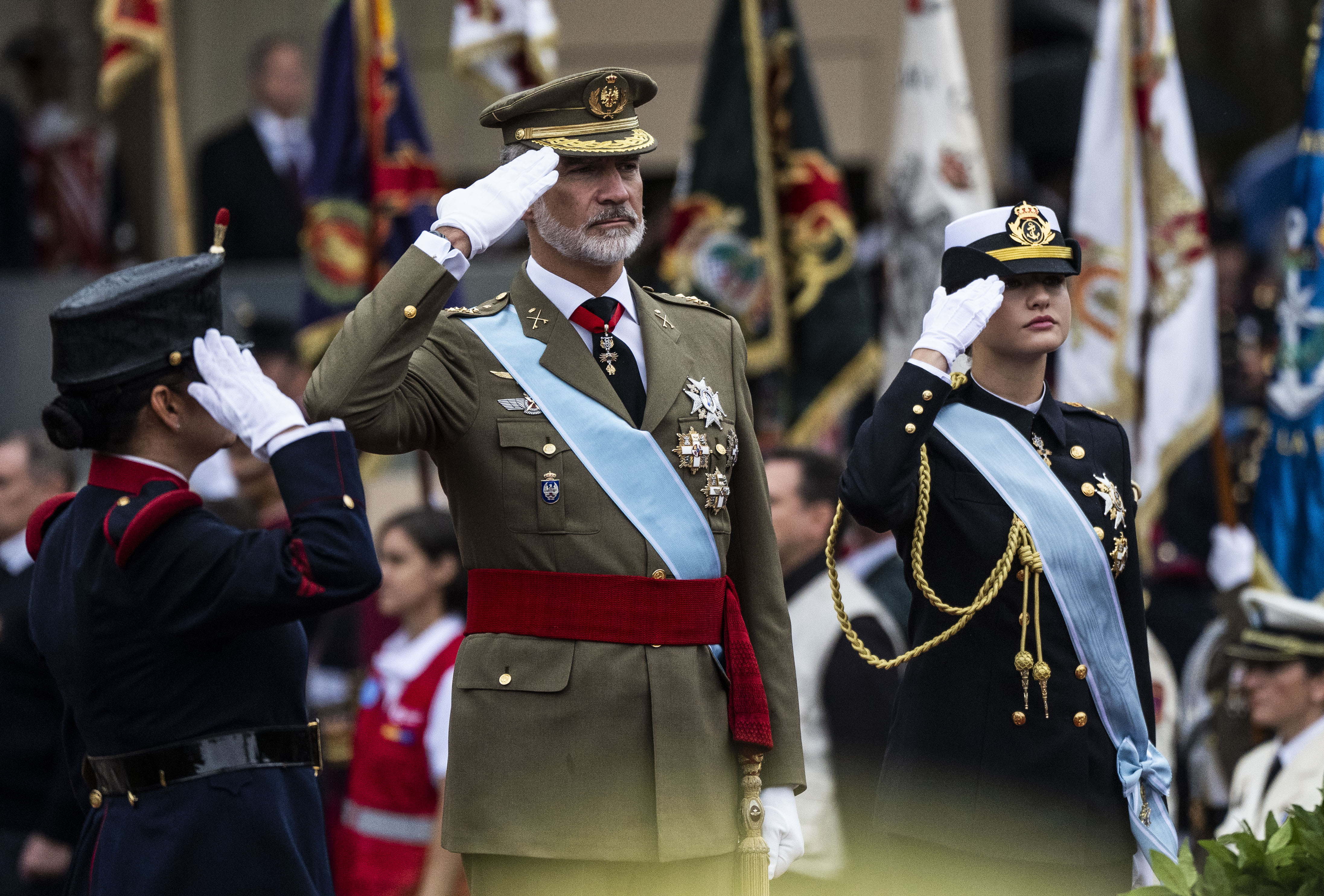
El rey y la princesa de Asturias, honrando a los caídos durante la Fiesta Nacional de 2024.

El 14 de marzo de 2023 el Consejo de Ministros aprobó un real decreto, a iniciativa de la Casa Real, que regulaba la formación militar de la princesa heredera, ya que el monarca español ostenta también el mando supremo de las Fuerzas Armadas. Según explicó la ministra de Defensa, Margarita Robles, al igual que con su padre, esta formación tendría una duración de tres años, asistiendo primero a la Academia General Militar, para continuar un segundo año en la Escuela Naval Militar y concluirá en la Academia General del Aire en 2026. Asimismo, Leonor decidió utilizar sus dos apellidos —Borbón Ortiz— durante su carrera militar.
La princesa de Asturias se incorporó a la Academia General Militar el 17 de agosto de 2023, acompañada de sus padres y hermana. Recibió el sable de oficial el 19 de septiembre y juró bandera con sus compañeros el 7 de octubre. Unos días después participó en los actos ceremoniales de la Fiesta Nacional acudiendo vestida con el uniforme de gala del Ejército de Tierra y compartiendo protagonismo junto a su padre Felipe VI en calidad de heredera. En esta etapa también dedicó tiempo al deporte militar, obteniendo la medalla de plata en esgrima por equipos en el XXIV Campeonato Deportivo de Academias Militares para Oficiales. Leonor finalizó su formación en el Ejército de Tierra el 3 de julio de 2024, recibiendo de manos de su padre el despacho de alférez y la Gran Cruz del Mérito Militar.
El 23 de julio de 2024 fue nombrada guardiamarina de primero. El 29 de agosto de 2024, se incorporó a la Escuela Naval Militar en Marín. El 8 de enero de 2025 se embarcó en el buque escuela Juan Sebastián de Elcano (A-71), iniciando tres días más tarde una travesía de cinco meses en la que se formó como marinero y en la que visitó gran parte de los países de la América Latina, así como la ciudad de Nueva York. Tras desembarcar en este último puerto, la heredera de la Corona regresó a España en avión para embarcarse durante un mes en la fragata Blas de Lezo (F-103), donde aplicó lo aprendido y participó en maniobras navales con fuego real. Posteriormente, se reincorporó al buque escuela para finalizar el trayecto a mediados de julio, finalizando su formación en la Armada el 16 de julio de 2025, ascendiendo a guardimarina de segundo y recibiendo la Gran Cruz del Mérito Naval.

## Princesa de Asturias

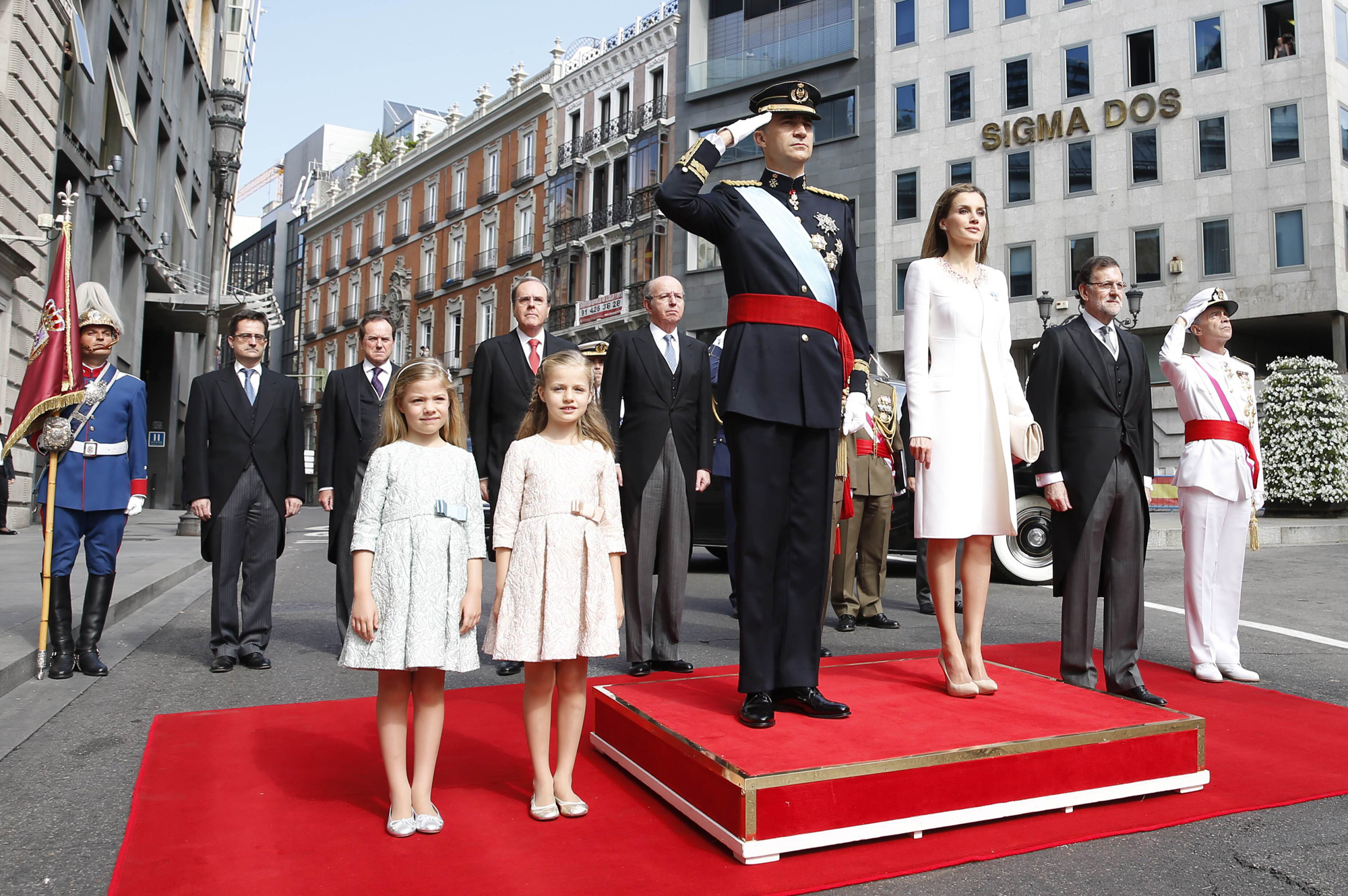
La princesa, junto a su hermana Sofía, durante la proclamación de su padre como rey de España.

El 2 de junio de 2014, el rey Juan Carlos comunicó su decisión de abdicar. Leonor se convirtió en princesa de Asturias el 19 de junio, tras la publicación en el Boletín Oficial del Estado de la Ley Orgánica 3/2014, de 18 de junio, por la que se hizo efectiva la abdicación de su abuelo y el ascenso al trono de su padre, con el nombre de Felipe VI. Desde entonces, ocupa, por tanto, el primer lugar en la línea de sucesión al trono, por delante de su hermana menor, la infanta Sofía, sus tías y sus primos. Leonor pasó a ser así la cuadragésima primera titular del principado de Asturias y la heredera a una Corona más joven de Europa. Solo Isabel la Católica, Juana I de Castilla e Isabel II ostentaron tal dignidad y llegaron a reinar.

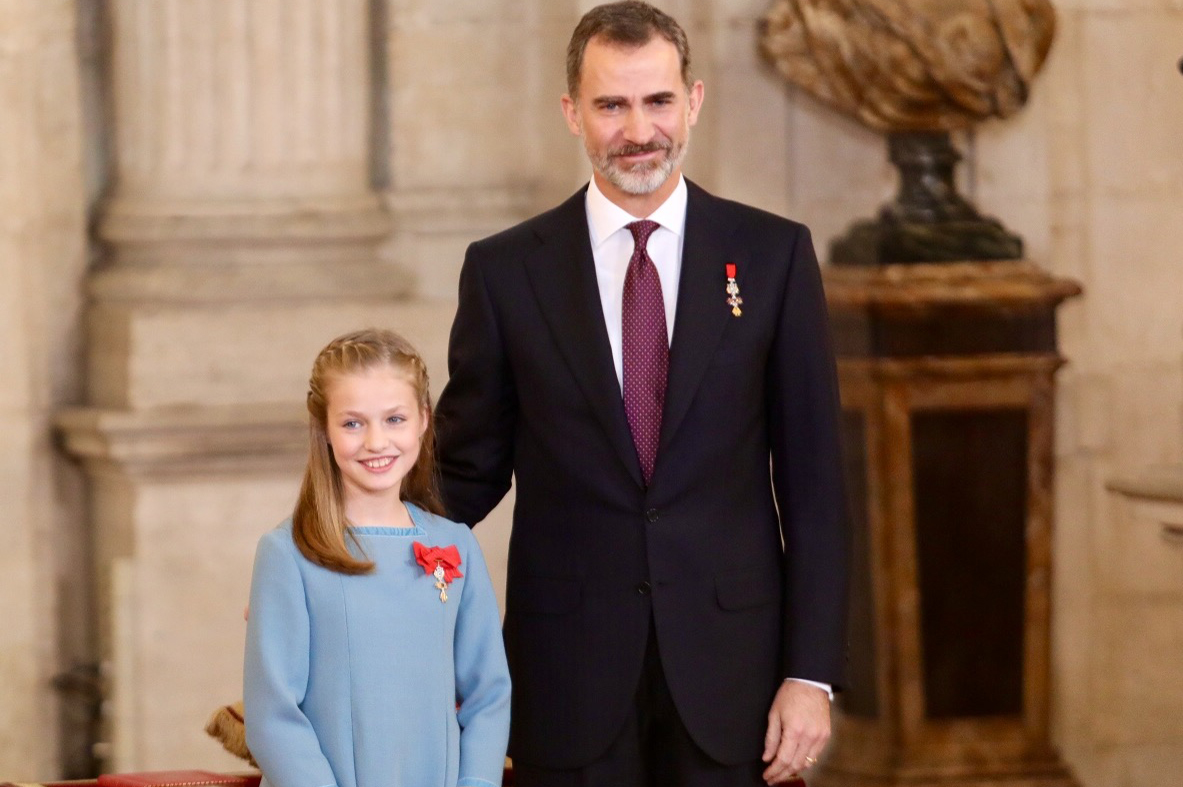
La princesa, junto a su padre, durante la ceremonia de imposición del Toisón de Oro.

El 30 de octubre de 2015, víspera de su décimo cumpleaños, su padre el rey Felipe concedió a Leonor el Toisón de Oro, la más alta condecoración dinástica de España. La princesa se convirtió en el miembro más reciente de la orden. Es la 1204.ª persona a recibirlo, desde 1430, y la cuarta mujer por detrás de las reinas Beatriz de los Países Bajos, Margarita II de Dinamarca e Isabel II del Reino Unido. La ceremonia oficial se llevó a cabo el 30 de enero de 2018, día del 50 cumpleaños de su padre; en esta ceremonia, el monarca le impuso el collar de la Insigne Orden del Toisón de Oro. Este collar había pertenecido a su bisabuelo el Infante Don Juan, conde de Barcelona.
Los días 8 y 9 de septiembre de 2018 la princesa realizó junto a su hermana y sus padres su primer viaje oficial al Principado de Asturias, en un acto simbólico que da inicio a la agenda oficial del heredero de la Corona, tal y como hizo su padre en 1977. El 12 de octubre del mismo año, en la Fiesta Nacional, se sentó por primera vez a la derecha de su padre, ocupando el lugar que, según el protocolo, le corresponde como heredera al trono.
El 31 de octubre de 2018, coincidiendo con su 13.er cumpleaños, Leonor pronunció sus primeras palabras en un acto público leyendo el artículo 1 del Título Preliminar de la Constitución en la sede del Instituto Cervantes de Madrid. El 18 de octubre de 2019 dio su primer discurso en los Premios Princesa de Asturias. El 24 de marzo de 2021, con quince años de edad, presidió su primer acto en solitario con motivo del 30.º aniversario del Instituto Cervantes,y el 16 de julio de 2022 realizó su primer acto internacional. Lo hizo sin la presencia de sus padres, aunque estuvo acompañada de su hermana menor, la Infanta Sofía; juntas acudieron al partido de la selección femenina de fútbol, que se jugaba el pase a los cuartos de final de la Eurocopa frente a Dinamarca.

### Juramento
El 31 de octubre de 2023, día de su 18.º cumpleaños, la princesa de Asturias juró la Constitución ante las Cortes. Tras la jura, el rey condecoró a la princesa heredera con el Collar de la Orden de Carlos III en el Palacio Real y, posteriormente, la familia real, junto con la familia de los monarcas, realizó una celebración privada en el Palacio Real de El Pardo. Asimismo, el Congreso de los Diputados y el Senado le otorgaron sus medallas, y tanto la Real Casa de la Moneda como Correos crearon monedas y sellos conmemorativos para celebrar la ocasión.

### Agenda oficial
El 6 de enero de 2024 acudió por primera vez a la Pascua Militar, una celebración bicentenaria de las Fuerzas Armadas. Lo hizo no solo como heredera de su padre, sino también como militar.
El 12 de julio de 2024 Leonor realizó su primera visita oficial al extranjero, siendo el lugar escogido Portugal. Lo hizo por invitación expresa de su presidente, Marcelo Rebelo de Sousa. Este viaje, en el que la princesa estuvo acompañada en todo momento por el mandatario portugués, el ministro de exteriores, José Manuel Albares, como ministro de jornada, y el jefe de la Casa Real, Camilo Villarino, se centró en temas relacionados con la protección medioambiental y la conservación de los océanos, visitando el Oceanario de Lisboa y asistiendo a una mesa redonda sobre la defensa del océano. También visitó el Monasterio de los Jerónimos de Belém, donde rindió homenaje al poeta Luís de Camoens, y luego acudió al Palacio de Belém, donde ambas delegaciones se reunieron y almorzaron, y donde el presidente Rebelo de Sousa condecoró a Leonor con la Gran Cruz de la Orden Militar de Cristo.
El 25 de octubre de 2024 asistió, como era costumbre, a la ceremonia de entrega de los Premios Princesa de Asturias. Eran los sextos premios a los que acudía y los primeros siendo mayor de edad, motivo por el cual fue ella la encargada de dar el discurso a los premiados y, posteriormente, declarar clausurado el acto y convocar nuevamente los premios para su próxima edición.
Tras terminar su formación naval y antes de ingresar al Ejército del Aire y del Espacio, el 23 de julio de 2025 entregó los premios Princesa de Girona.

## Títulos, tratamientos y distinciones
Leonor tiene, desde su nacimiento, la dignidad de infanta de España con el tratamiento de Alteza Real, por ser hija del entonces heredero de la Corona.
| ● 31 de octubre de 2005-19 de junio de 2014: | Su alteza real la infanta doña Leonor  |
| ● 19 de junio de 2014-presente:              | Su alteza real la princesa de Asturias |

### Títulos y tratamientos

Estandarte de la princesa establecido por el Real Decreto 979/2015

Desde su nacimiento hasta la abdicación de su abuelo, como primogénita del príncipe de Asturias, tuvo la dignidad de infanta de España y el tratamiento de alteza real, tal y como dispone el Real Decreto 1368/1987. Con el ascenso al trono su padre el 19 de junio de 2014, pasó a ser la primera en la línea de sucesión y, por tanto, princesa heredera, ostentando desde ese momento los títulos inherentes a dicha posición reconocidos en el artículo 57.2 de la Constitución, símbolo de la unión dinástica española:
- Princesa de Asturias, como heredera de la Corona de Castilla, cuyo origen se remonta a 1388[66] (de forma implícita los señoríos de Trujillo, Cáceres y Salamanca, aunque no son de uso).[67]
- Princesa de Gerona, duquesa de Montblanch, condesa de Cervera y señora de Balaguer, como heredera de la Corona de Aragón,[68][69] con orígenes en 1351, 1387, 1353 y 1418, respectivamente;
- Princesa de Viana, como heredera del Reino de Navarra,[68] con origen en 1423.

Además, preside la Fundación Princesa de Asturias y la Fundación Princesa de Girona.

### Rango militar
Asimismo, como parte de su formación de heredera de la Corona, en 2023 se integró en las Fuerzas Armadas; desde julio de 2024 está en posesión del empleo de dama alférez cadete de Infantería del Ejército de Tierra, tras haber egresado de la Academia General Militar. Posteriormente, el 23 de julio de 2024 se le otorgó el empleo de guardiamarina de la Armada, ingresando a fines de agosto a la Escuela Naval Militar.

## Ancestros
| \| \| \| \| \| \| \| \| \| \| \| \| \| \| \| \| \| \| \| \| 16. Alfonso XIII, rey de España \| \| \| \| \| \| \| \| \| \| \| \| \| \| \| \| \| \| \| \| \| \| \| \| \| \| \| \| \| \| \| \| \| \| \| \| \| \| \| \| \| \| \| \| \| \| \| \| \| \| \| \| \| \| 8. Infante Juan, conde de Barcelona \| \| \| \| \| \| \| \| \| \| \| \| \| \| \| \| \| \| \| \| \| \| \| \| \| \| \| \| \| \| \| \| \| \| \| \| \| \| \| \| \| \| \| \| \| \| \| \| \| \| \| \| \| \| 17. Princesa Victoria Eugenia de Battenberg \| \| \| \| \| \| \| \| \| \| \| \| \| \| \| \| \| \| \| \| \| \| \| \| \| \| \| \| \| \| \| \| \| \| \| \| \| \| \| \| \| \| \| \| \| \| \| \| \| \| \| \| \| \| 4. Juan Carlos I, rey de España \| \| \| \| \| \| \| \| \| \| \| \| \| \| \| \| \| \| \| \| \| \| \| \| \| \| \| \| \| \| \| \| \| \| \| \| \| \| \| \| \| \| \| \| \| \| \| \| \| \| \| \| \| \| 18. Carlos de Borbón, infante de España \| \| \| \| \| \| \| \| \| \| \| \| \| \| \| \| \| \| \| \| \| \| \| \| \| \| \| \| \| \| \| \| \| \| \| \| \| \| \| \| \| \| \| \| \| \| \| \| \| \| \| \| \| \| 9. Princesa María de las Mercedes de Borbón \| \| \| \| \| \| \| \| \| \| \| \| \| \| \| \| \| \| \| \| \| \| \| \| \| \| \| \| \| \| \| \| \| \| \| \| \| \| \| \| \| \| \| \| \| \| \| \| \| \| \| \| \| \| 19. Princesa Luisa de Francia \| \| \| \| \| \| \| \| \| \| \| \| \| \| \| \| \| \| \| \| \| \| \| \| \| \| \| \| \| \| \| \| \| \| \| \| \| \| \| \| \| \| \| \| \| \| \| \| \| \| \| \| \| \| 2. Felipe VI, rey de España \| \| \| \| \| \| \| \| \| \| \| \| \| \| \| \| \| \| \| \| \| \| \| \| \| \| \| \| \| \| \| \| \| \| \| \| \| \| \| \| \| \| \| \| \| \| \| \| \| \| \| \| \| \| 20. Constantino I, rey de los Helenos \| \| \| \| \| \| \| \| \| \| \| \| \| \| \| \| \| \| \| \| \| \| \| \| \| \| \| \| \| \| \| \| \| \| \| \| \| \| \| \| \| \| \| \| \| \| \| \| \| \| \| \| \| \| 10. Pablo I, rey de los Helenos \| \| \| \| \| \| \| \| \| \| \| \| \| \| \| \| \| \| \| \| \| \| \| \| \| \| \| \| \| \| \| \| \| \| \| \| \| \| \| \| \| \| \| \| \| \| \| \| \| \| \| \| \| \| 21. Princesa Sofía de Prusia \| \| \| \| \| \| \| \| \| \| \| \| \| \| \| \| \| \| \| \| \| \| \| \| \| \| \| \| \| \| \| \| \| \| \| \| \| \| \| \| \| \| \| \| \| \| \| \| \| \| \| \| \| \| 5. Princesa Sofía de Grecia y Dinamarca \| \| \| \| \| \| \| \| \| \| \| \| \| \| \| \| \| \| \| \| \| \| \| \| \| \| \| \| \| \| \| \| \| \| \| \| \| \| \| \| \| \| \| \| \| \| \| \| \| \| \| \| \| \| 22. Ernesto Augusto, duque de Brunswick \| \| \| \| \| \| \| \| \| \| \| \| \| \| \| \| \| \| \| \| \| \| \| \| \| \| \| \| \| \| \| \| \| \| \| \| \| \| \| \| \| \| \| \| \| \| \| \| \| \| \| \| \| \| 11. Princesa Federica de Hannover \| \| \| \| \| \| \| \| \| \| \| \| \| \| \| \| \| \| \| \| \| \| \| \| \| \| \| \| \| \| \| \| \| \| \| \| \| \| \| \| \| \| \| \| \| \| \| \| \| \| \| \| \| \| 23. Princesa Victoria Luisa de Prusia \| \| \| \| \| \| \| \| \| \| \| \| \| \| \| \| \| \| \| \| \| \| \| \| \| \| \| \| \| \| \| \| \| \| \| \| \| \| \| \| \| \| \| \| \| \| \| \| \| \| \| \| \| \| 1. Leonor de Borbón, princesa de Asturias \| \| \| \| \| \| \| \| \| \| \| \| \| \| \| \| \| \| \| \| \| \| \| \| \| \| \| \| \| \| \| \| \| \| \| \| \| \| \| \| \| \| \| \| \| \| \| \| \| \| \| \| \| \| 24. José Ortiz Pool \| \| \| \| \| \| \| \| \| \| \| \| \| \| \| \| \| \| \| \| \| \| \| \| \| \| \| \| \| \| \| \| \| \| \| \| \| \| \| \| \| \| \| \| \| \| \| \| \| \| \| \| \| \| 12. José Luis Ortiz Velasco \| \| \| \| \| \| \| \| \| \| \| \| \| \| \| \| \| \| \| \| \| \| \| \| \| \| \| \| \| \| \| \| \| \| \| \| \| \| \| \| \| \| \| \| \| \| \| \| \| \| \| \| \| \| 25. Carmen Velasco Gutiérrez \| \| \| \| \| \| \| \| \| \| \| \| \| \| \| \| \| \| \| \| \| \| \| \| \| \| \| \| \| \| \| \| \| \| \| \| \| \| \| \| \| \| \| \| \| \| \| \| \| \| \| \| \| \| 6. Jesús José Ortiz Álvarez \| \| \| \| \| \| \| \| \| \| \| \| \| \| \| \| \| \| \| \| \| \| \| \| \| \| \| \| \| \| \| \| \| \| \| \| \| \| \| \| \| \| \| \| \| \| \| \| \| \| \| \| \| \| 26. Eulalio Álvarez de la Fuente \| \| \| \| \| \| \| \| \| \| \| \| \| \| \| \| \| \| \| \| \| \| \| \| \| \| \| \| \| \| \| \| \| \| \| \| \| \| \| \| \| \| \| \| \| \| \| \| \| \| \| \| \| \| 13. María del Carmen Álvarez del Valle \| \| \| \| \| \| \| \| \| \| \| \| \| \| \| \| \| \| \| \| \| \| \| \| \| \| \| \| \| \| \| \| \| \| \| \| \| \| \| \| \| \| \| \| \| \| \| \| \| \| \| \| \| \| 27. Plácida del Valle Arribas \| \| \| \| \| \| \| \| \| \| \| \| \| \| \| \| \| \| \| \| \| \| \| \| \| \| \| \| \| \| \| \| \| \| \| \| \| \| \| \| \| \| \| \| \| \| \| \| \| \| \| \| \| \| 3. Letizia Ortiz Rocasolano \| \| \| \| \| \| \| \| \| \| \| \| \| \| \| \| \| \| \| \| \| \| \| \| \| \| \| \| \| \| \| \| \| \| \| \| \| \| \| \| \| \| \| \| \| \| \| \| \| \| \| \| \| \| 28. Miguel Rocasolano Cebrián \| \| \| \| \| \| \| \| \| \| \| \| \| \| \| \| \| \| \| \| \| \| \| \| \| \| \| \| \| \| \| \| \| \| \| \| \| \| \| \| \| \| \| \| \| \| \| \| \| \| \| \| \| \| 14. Francisco Julio Rocasolano Camacho \| \| \| \| \| \| \| \| \| \| \| \| \| \| \| \| \| \| \| \| \| \| \| \| \| \| \| \| \| \| \| \| \| \| \| \| \| \| \| \| \| \| \| \| \| \| \| \| \| \| \| \| \| \| 29. María Camacho Rodríguez \| \| \| \| \| \| \| \| \| \| \| \| \| \| \| \| \| \| \| \| \| \| \| \| \| \| \| \| \| \| \| \| \| \| \| \| \| \| \| \| \| \| \| \| \| \| \| \| \| \| \| \| \| \| 7. María Paloma Rocasolano Rodríguez \| \| \| \| \| \| \| \| \| \| \| \| \| \| \| \| \| \| \| \| \| \| \| \| \| \| \| \| \| \| \| \| \| \| \| \| \| \| \| \| \| \| \| \| \| \| \| \| \| \| \| \| \| \| 30. Enrique Rodríguez Rodríguez \| \| \| \| \| \| \| \| \| \| \| \| \| \| \| \| \| \| \| \| \| \| \| \| \| \| \| \| \| \| \| \| \| \| \| \| \| \| \| \| \| \| \| \| \| \| \| \| \| \| \| \| \| \| 15. Enriqueta Rodríguez Figaredo \| \| \| \| \| \| \| \| \| \| \| \| \| \| \| \| \| \| \| \| \| \| \| \| \| \| \| \| \| \| \| \| \| \| \| \| \| \| \| \| \| \| \| \| \| \| \| \| \| \| \| \| \| \| 31. Mercedes Figaredo Duarte \| \| \| \| \| \| \| \| \| \| \| \| \| \| \| \| \| \| \| \| \| \| \| \| \| \| \| \| \| \| \| \| \| \| \| \| \| \| \| \| \| \| \| \| \| \| \| \| \| \| \| \| |                                             |  |  |  |  |  |  |  |  |  |  |  |  |  |  |  |
| |                                             |  |  |  |  |  |  |  |  |  |  |  |  |  |  |  |
| | 16. Alfonso XIII, rey de España             |  |  |  |  |  |  |  |  |  |  |  |  |  |  |  |
| |                                             |  |  |  |  |  |  |  |  |  |  |  |  |  |  |  |
| |                                             |  |  |  |  |  |  |  |  |  |  |  |  |  |  |  |
| | 8. Infante Juan, conde de Barcelona         |  |  |  |  |  |  |  |  |  |  |  |  |  |  |  |
| |                                             |  |  |  |  |  |  |  |  |  |  |  |  |  |  |  |
| |                                             |  |  |  |  |  |  |  |  |  |  |  |  |  |  |  |
| | 17. Princesa Victoria Eugenia de Battenberg |  |  |  |  |  |  |  |  |  |  |  |  |  |  |  |
| |                                             |  |  |  |  |  |  |  |  |  |  |  |  |  |  |  |
| |                                             |  |  |  |  |  |  |  |  |  |  |  |  |  |  |  |
| | 4. Juan Carlos I, rey de España             |  |  |  |  |  |  |  |  |  |  |  |  |  |  |  |
| |                                             |  |  |  |  |  |  |  |  |  |  |  |  |  |  |  |
| |                                             |  |  |  |  |  |  |  |  |  |  |  |  |  |  |  |
| | 18. Carlos de Borbón, infante de España     |  |  |  |  |  |  |  |  |  |  |  |  |  |  |  |
| |                                             |  |  |  |  |  |  |  |  |  |  |  |  |  |  |  |
| |                                             |  |  |  |  |  |  |  |  |  |  |  |  |  |  |  |
| | 9. Princesa María de las Mercedes de Borbón |  |  |  |  |  |  |  |  |  |  |  |  |  |  |  |
| |                                             |  |  |  |  |  |  |  |  |  |  |  |  |  |  |  |
| |                                             |  |  |  |  |  |  |  |  |  |  |  |  |  |  |  |
| | 19. Princesa Luisa de Francia               |  |  |  |  |  |  |  |  |  |  |  |  |  |  |  |
| |                                             |  |  |  |  |  |  |  |  |  |  |  |  |  |  |  |
| |                                             |  |  |  |  |  |  |  |  |  |  |  |  |  |  |  |
| | 2. Felipe VI, rey de España                 |  |  |  |  |  |  |  |  |  |  |  |  |  |  |  |
| |                                             |  |  |  |  |  |  |  |  |  |  |  |  |  |  |  |
| |                                             |  |  |  |  |  |  |  |  |  |  |  |  |  |  |  |
| | 20. Constantino I, rey de los Helenos       |  |  |  |  |  |  |  |  |  |  |  |  |  |  |  |
| |                                             |  |  |  |  |  |  |  |  |  |  |  |  |  |  |  |
| |                                             |  |  |  |  |  |  |  |  |  |  |  |  |  |  |  |
| | 10. Pablo I, rey de los Helenos             |  |  |  |  |  |  |  |  |  |  |  |  |  |  |  |
| |                                             |  |  |  |  |  |  |  |  |  |  |  |  |  |  |  |
| |                                             |  |  |  |  |  |  |  |  |  |  |  |  |  |  |  |
| | 21. Princesa Sofía de Prusia                |  |  |  |  |  |  |  |  |  |  |  |  |  |  |  |
| |                                             |  |  |  |  |  |  |  |  |  |  |  |  |  |  |  |
| |                                             |  |  |  |  |  |  |  |  |  |  |  |  |  |  |  |
| | 5. Princesa Sofía de Grecia y Dinamarca     |  |  |  |  |  |  |  |  |  |  |  |  |  |  |  |
| |                                             |  |  |  |  |  |  |  |  |  |  |  |  |  |  |  |
| |                                             |  |  |  |  |  |  |  |  |  |  |  |  |  |  |  |
| | 22. Ernesto Augusto, duque de Brunswick     |  |  |  |  |  |  |  |  |  |  |  |  |  |  |  |
| |                                             |  |  |  |  |  |  |  |  |  |  |  |  |  |  |  |
| |                                             |  |  |  |  |  |  |  |  |  |  |  |  |  |  |  |
| | 11. Princesa Federica de Hannover           |  |  |  |  |  |  |  |  |  |  |  |  |  |  |  |
| |                                             |  |  |  |  |  |  |  |  |  |  |  |  |  |  |  |
| |                                             |  |  |  |  |  |  |  |  |  |  |  |  |  |  |  |
| | 23. Princesa Victoria Luisa de Prusia       |  |  |  |  |  |  |  |  |  |  |  |  |  |  |  |
| |                                             |  |  |  |  |  |  |  |  |  |  |  |  |  |  |  |
| |                                             |  |  |  |  |  |  |  |  |  |  |  |  |  |  |  |
| | 1. Leonor de Borbón, princesa de Asturias   |  |  |  |  |  |  |  |  |  |  |  |  |  |  |  |
| |                                             |  |  |  |  |  |  |  |  |  |  |  |  |  |  |  |
| |                                             |  |  |  |  |  |  |  |  |  |  |  |  |  |  |  |
| | 24. José Ortiz Pool                         |  |  |  |  |  |  |  |  |  |  |  |  |  |  |  |
| |                                             |  |  |  |  |  |  |  |  |  |  |  |  |  |  |  |
| |                                             |  |  |  |  |  |  |  |  |  |  |  |  |  |  |  |
| | 12. José Luis Ortiz Velasco                 |  |  |  |  |  |  |  |  |  |  |  |  |  |  |  |
| |                                             |  |  |  |  |  |  |  |  |  |  |  |  |  |  |  |
| |                                             |  |  |  |  |  |  |  |  |  |  |  |  |  |  |  |
| | 25. Carmen Velasco Gutiérrez                |  |  |  |  |  |  |  |  |  |  |  |  |  |  |  |
| |                                             |  |  |  |  |  |  |  |  |  |  |  |  |  |  |  |
| |                                             |  |  |  |  |  |  |  |  |  |  |  |  |  |  |  |
| | 6. Jesús José Ortiz Álvarez                 |  |  |  |  |  |  |  |  |  |  |  |  |  |  |  |
| |                                             |  |  |  |  |  |  |  |  |  |  |  |  |  |  |  |
| |                                             |  |  |  |  |  |  |  |  |  |  |  |  |  |  |  |
| | 26. Eulalio Álvarez de la Fuente            |  |  |  |  |  |  |  |  |  |  |  |  |  |  |  |
| |                                             |  |  |  |  |  |  |  |  |  |  |  |  |  |  |  |
| |                                             |  |  |  |  |  |  |  |  |  |  |  |  |  |  |  |
| | 13. María del Carmen Álvarez del Valle      |  |  |  |  |  |  |  |  |  |  |  |  |  |  |  |
| |                                             |  |  |  |  |  |  |  |  |  |  |  |  |  |  |  |
| |                                             |  |  |  |  |  |  |  |  |  |  |  |  |  |  |  |
| | 27. Plácida del Valle Arribas               |  |  |  |  |  |  |  |  |  |  |  |  |  |  |  |
| |                                             |  |  |  |  |  |  |  |  |  |  |  |  |  |  |  |
| |                                             |  |  |  |  |  |  |  |  |  |  |  |  |  |  |  |
| | 3. Letizia Ortiz Rocasolano                 |  |  |  |  |  |  |  |  |  |  |  |  |  |  |  |
| |                                             |  |  |  |  |  |  |  |  |  |  |  |  |  |  |  |
| |                                             |  |  |  |  |  |  |  |  |  |  |  |  |  |  |  |
| | 28. Miguel Rocasolano Cebrián               |  |  |  |  |  |  |  |  |  |  |  |  |  |  |  |
| |                                             |  |  |  |  |  |  |  |  |  |  |  |  |  |  |  |
| |                                             |  |  |  |  |  |  |  |  |  |  |  |  |  |  |  |
| | 14. Francisco Julio Rocasolano Camacho      |  |  |  |  |  |  |  |  |  |  |  |  |  |  |  |
| |                                             |  |  |  |  |  |  |  |  |  |  |  |  |  |  |  |
| |                                             |  |  |  |  |  |  |  |  |  |  |  |  |  |  |  |
| | 29. María Camacho Rodríguez                 |  |  |  |  |  |  |  |  |  |  |  |  |  |  |  |
| |                                             |  |  |  |  |  |  |  |  |  |  |  |  |  |  |  |
| |                                             |  |  |  |  |  |  |  |  |  |  |  |  |  |  |  |
| | 7. María Paloma Rocasolano Rodríguez        |  |  |  |  |  |  |  |  |  |  |  |  |  |  |  |
| |                                             |  |  |  |  |  |  |  |  |  |  |  |  |  |  |  |
| |                                             |  |  |  |  |  |  |  |  |  |  |  |  |  |  |  |
| | 30. Enrique Rodríguez Rodríguez             |  |  |  |  |  |  |  |  |  |  |  |  |  |  |  |
| |                                             |  |  |  |  |  |  |  |  |  |  |  |  |  |  |  |
| |                                             |  |  |  |  |  |  |  |  |  |  |  |  |  |  |  |
| | 15. Enriqueta Rodríguez Figaredo            |  |  |  |  |  |  |  |  |  |  |  |  |  |  |  |
| |                                             |  |  |  |  |  |  |  |  |  |  |  |  |  |  |  |
| |                                             |  |  |  |  |  |  |  |  |  |  |  |  |  |  |  |
| | 31. Mercedes Figaredo Duarte                |  |  |  |  |  |  |  |  |  |  |  |  |  |  |  |
| |                                             |  |  |  |  |  |  |  |  |  |  |  |  |  |  |  |
| |                                             |  |  |  |  |  |  |  |  |  |  |  |  |  |  |  |

| Ascendencia por línea paterna |
| --- |
| \| La ascendencia por línea paterna de la princesa de Asturias se remonta hasta mediados de la Alta Edad Media. Los que fueron reyes aparecen en negrita. 1. Roberto II de Hesbaye († 807). 2. Roberto III de Hesbaye († 834). 3. Roberto el Fuerte (c. 820- 866). 4. Roberto I de Francia (865-923). 5. Hugo el Grande (898-956). 6. Hugo Capeto (940-996). 7. Roberto II de Francia (972-1031). 8. Enrique I de Francia (1008-1060). 9. Felipe I de Francia (1052-1108). 10. Luis VI de Francia (1081-1137). 11. Luis VII de Francia (1120-1180). 12. Felipe II de Francia (1165-1223). 13. Luis VIII de Francia (1187-1226). 14. Luis IX de Francia (1214-1270). 15. Roberto de Clermont (1256-1317). 16. Luis I de Borbón (1279-1342). 17. Jaime I de La Marche (1319-1362). 18. Juan I de La Marche (1344-1393). 19. Luis I de Vendôme (1376-1446). 20. Juan VIII de Vendôme (1428-1477). 21. Francisco de Vendôme (1470-1495). 22. Carlos IV de Borbón (1489-1537). 23. Antonio de Borbón (1518-1562). 24. Enrique IV de Francia (1553-1610). 25. Luis XIII de Francia (1601-1643). 26. Luis XIV de Francia (1638-1715). 27. Luis de Francia (1661-1711). 28. Felipe V de España (1683-1746). 29. Carlos III de España (1716-1788). 30. Carlos IV de España (1748-1819). 31. Francisco de Paula de Borbón (1794-1865). 32. Francisco de Asís de Borbón (1822-1902). 33. Alfonso XII de España (1857-1885). 34. Alfonso XIII de España (1886-1941). 35. Juan de Borbón, conde de Barcelona (1913-1993). 36. Juan Carlos I de España (1938-). 37. Felipe VI de España (1968-). \| |
| La ascendencia por línea paterna de la princesa de Asturias se remonta hasta mediados de la Alta Edad Media. Los que fueron reyes aparecen en negrita. 1. Roberto II de Hesbaye († 807). 2. Roberto III de Hesbaye († 834). 3. Roberto el Fuerte (c. 820- 866). 4. Roberto I de Francia (865-923). 5. Hugo el Grande (898-956). 6. Hugo Capeto (940-996). 7. Roberto II de Francia (972-1031). 8. Enrique I de Francia (1008-1060). 9. Felipe I de Francia (1052-1108). 10. Luis VI de Francia (1081-1137). 11. Luis VII de Francia (1120-1180). 12. Felipe II de Francia (1165-1223). 13. Luis VIII de Francia (1187-1226). 14. Luis IX de Francia (1214-1270). 15. Roberto de Clermont (1256-1317). 16. Luis I de Borbón (1279-1342). 17. Jaime I de La Marche (1319-1362). 18. Juan I de La Marche (1344-1393). 19. Luis I de Vendôme (1376-1446). 20. Juan VIII de Vendôme (1428-1477). 21. Francisco de Vendôme (1470-1495). 22. Carlos IV de Borbón (1489-1537). 23. Antonio de Borbón (1518-1562). 24. Enrique IV de Francia (1553-1610). 25. Luis XIII de Francia (1601-1643). 26. Luis XIV de Francia (1638-1715). 27. Luis de Francia (1661-1711). 28. Felipe V de España (1683-1746). 29. Carlos III de España (1716-1788). 30. Carlos IV de España (1748-1819). 31. Francisco de Paula de Borbón (1794-1865). 32. Francisco de Asís de Borbón (1822-1902). 33. Alfonso XII de España (1857-1885). 34. Alfonso XIII de España (1886-1941). 35. Juan de Borbón, conde de Barcelona (1913-1993). 36. Juan Carlos I de España (1938-). 37. Felipe VI de España (1968-).       |

| Predecesor: Felipe de Borbón | Princesa de Asturias Desde el 19 de junio de 2014 | Sucesor: —                       |
| Predecesor: —                | Línea de sucesión al trono de España 1.er lugar   | Sucesor: Sofía de Borbón y Ortiz |